# Liu Zixuan
Liu Zixuan (13 de noviembre de 2000) es una deportista china que compite en natación. Ganó una medalla de plata en el Campeonato Mundial de Natación de 2017, en la prueba de 4 × 200 m libre.

## Palmarés internacional
| Campeonato Mundial | Campeonato Mundial | Campeonato Mundial | Campeonato Mundial |
| Año                | Lugar              | Medalla            | Prueba             |
| ------------------ | ------------------ | ------------------ | ------------------ |
| 2017               | Budapest (Hungría) | Medalla de plata   | 4 × 200 m libre    |